# Cat Thompson
John Ashworth Thompson, detto Cat (St. George, 10 febbraio 1906 – Idaho Falls, 7 ottobre 1990), è stato un cestista e allenatore di pallacanestro statunitense.
È membro del Naismith Memorial Basketball Hall of Fame dal 1962 in qualità di giocatore.

## Carriera
Dal 1923 al 1926 giocò nella Dixie High School, con cui vinse il campionato di Utah State High School nel 1925. Passò poi ai Bobcats di Montana State University, dove si affermò come uno dei giocatori più forti dell'epoca.
Nel 1929 vinse l'Helms Athletic Foundation National Championship con i Bobcats, e nel 1930 ricevette il premio Helms Foundation Player of the Year. Venne sempre nominato All-American, dal 1927 al 1930.
Dopo il college giocò una stagione in Amateur Athletic Union. Decise poi di allenare: dal 1931 al 1946 guidò la Idaho Falls High School.